# Hope (album)
Hope er det femte studiealbum fra den danske rockgruppe Carpark North. Det udkom den 27. oktober 2017 på Copenhagen Records og Universal Music og gav for første gang publikum nogle Carpark North-sange på dansk.

## Spor
1. "Håb" - (4:19)
2. "Raise Your Head" - (3:31)
3. "When We Were Kids" - (3:50)
4. "Feel So Real" - (3:36)
5. "We Used To Have It All" - (4:08)
6. "Right Where I Want" - (2:48)
7. "Take All Night" - (3:10)
8. "All Yours" - (3:48)
9. "Crystal Continents" - (2:17)
10. "Glastårne" - (3:04)